# Agustín Almendra
Agustín Ezequiel Almendra (* 11. Februar 2000 in San Francisco Solano, Provinz Buenos Aires) ist ein argentinischer Fußballspieler, der beim Erstligisten Boca Juniors unter Vertrag steht.

## Karriere

### Verein
Der aus dem Großraum der argentinischen Hauptstadt Buenos Aires stammende Almendra kam im Alter von zehn Jahren in die Jugend der Boca Juniors. Nachdem er sämtliche Juniorenmannschaften Bocas durchlaufen hatte, wurde er während der Saison 2017/18 erstmals auch im Kader der Männer berücksichtigt. Sein Debüt gab er am 16. April 2018 bei der 0:1-Auswärtsniederlage beim CA Independiente. In der weiteren Spielzeit kam er zu zwei weiteren Ligaeinsätzen. In der folgenden Spielzeit wurde der Mittelfeldspieler dann zu einer festen Größe in der Stammformation der Juniors von Trainer Guillermo Barros Schelotto und auch von dessen Nachfolger Gustavo Alfaro. Sein erstes Ligator erzielte er am 1. März 2019 beim 3:1-Auswärtssieg bei Unión de Santa Fe. In der Saison 2018/19 kam er in 15 Ligaspielen zum Einsatz, in denen ihm ein Tor und eine Vorlage gelangen.
In der Saison 2019/20 kam Almendra nur in sechs Ligaspielen zum Einsatz, konnte mit den Boca Juniors aber den Meistertitel bejubeln.
Nach fünf Jahren bei Boca wechselte er im August 2023 zum Racing Club.

### Nationalmannschaft
Almendra war Bestandteil des Kaders der argentinischen U17-Auswahl, die an der U17-Südamerikameisterschaft in Chile teilnahm.
Sein Debüt für die U20-Nationalmannschaft gab er am 29. Juli 2018 beim 4:0-Testspielsieg gegen Venezuela. Mit dieser Auswahl nahm er an der U20-Weltmeisterschaft 2019 teil, wo er jedoch nur zu einem Kurzeinsatz kam.

## Erfolge
Boca Juniors
- Argentinischer Meister: 2017/18, 2019/20